# Caradrina khorassana
Caradrina khorassana är en fjärilsart som beskrevs av Charles Boursin 1942. Caradrina khorassana ingår i släktet Caradrina och familjen nattflyn. Inga underarter finns listade i Catalogue of Life.